# Flying Saucer Attack
Flying Saucer Attack va ser un grup de rock alternatiu experimental format a Bristol, Anglaterra, el 1992. David Pearce en fou el membre principal, i Rachel Brook (de Movietone, un altre grup de Bristol) en formà part durant bona part de la seva trajectòria.
El so del grup es va caracteritzar per les veus tranquil·les amb un fons de so carregat de feedback, amb semblances amb els anomenats grups de shoegazing contemporanis i els The Jesus and Mary Chain. Els FSA van crear un nombre petit però fidel de fans com un dels grups experimentals més interessants del seu moment. La major part dels seus enregistraments eren fets amb equips casolans, que donaven al seu so un estil personal i els permetien experimentar amb tota llibertat.
El disc Mirror, publicat el 2000 al segell propi de David Pearce, assenyala el final de la carrera de la banda.

## Discografia

### Àlbums i recopilatoris
- Flying Saucer Attack (1993)
- Distance (recopilació de senzills) (1994)
- Further (1995)
- Chorus (recopilació de senzills) (1995)
- Distant Station (mostres de so de FSA mesclades per Tele:Funken) (1996)
- In Search of Spaces (temes en directe de 1994) (1996)
- New Lands (1997)
- Mirror (2000)
- PA Blues (2004) (recopilació en CD-R de temes en directe i assajos)

### Singles i EPs
- "Soaring High" (1993)
- "Wish" (1993)
- "Crystal Shade" (1994)
- "Land Beyond the Sun" (1994)
- "Beach Red Lullaby" (1995)
- "Outdoor Miner" (1995)
- "At Night" (7" compartit amb Jessamine) (1996)
- "Sally Free and Easy" (1996)
- "Goodbye" (amb Roy Montgomery) (1997)
- "Coming Home" (1997)